# Почесна пов'язка СА

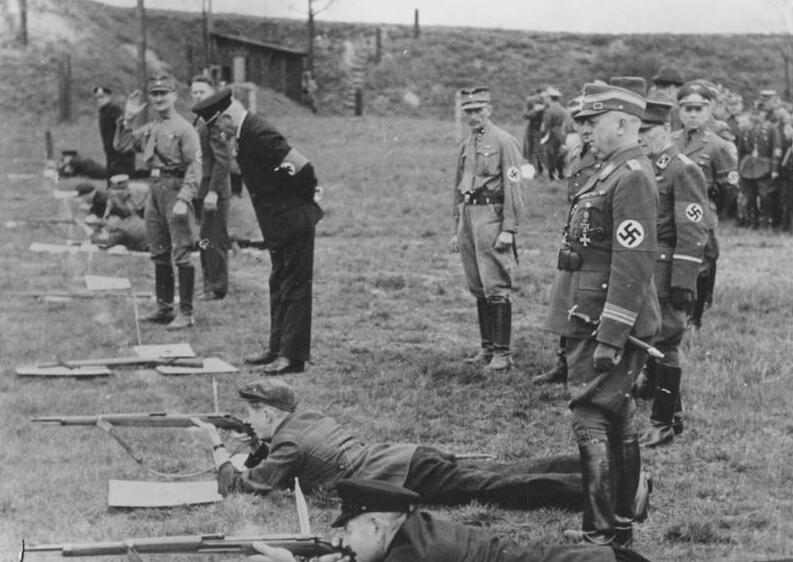
Начальник штабу СА Вільгельм Шепман (стоїть на передньому плані між лежачими стрільцями) як інспектор фольксштурму зі стрільби. На рукаві помітна почесна пов'язка СА. Кількість і розміір смуг вказують на те, що він вступив у СА в 1925 році.

Почесна пов'язка старих бійців з СА (нім. Ehrenstreifen des Alten Kämpfers in der SA) або просто почесна пов'язка СА (нім. SA-Ehrenstreifen) — відзнака для найстаріших членів СА.

## Історія
В 1934 році Адольф Гітлер заснував почесні кути старих бійців — клас нагород для найстаріших членів різноманітних нацистських організацій, які вступили в них або в НСДАП до 30 січня 1933 року. Серед цих нагород був і почесний кут СА, який у вересні 1934 року замінили на нову нагороду — почесну пов'язку СА.

## Опис
Пов'язка являла собою срібні смуги, вишиті алюмінієвою ниткою на нижній частині обох рукавів. Кількість і розміри смуг вказували на рік вступу в СА.
| Рік вступу           | Кількість смуг                               |
| -------------------- | -------------------------------------------- |
| 1925                 | 2 смуги шириною 12 мм і 2 смуги шириною 4 мм |
| 1926                 | 2 смуги шириною 12 мм і 1 смуга шириною 4 мм |
| 1927                 | 2 смуги шириною 12 мм                        |
| 1928                 | 1 смуга шириною 12 мм і 2 смуги шириною 4 мм |
| 1929                 | 1 смуга шириною 12 мм і 1 смуга шириною 4 мм |
| 1930                 | 1 смуга шириною 12 мм                        |
| 1931                 | 2 смуги шириною 4 мм                         |
| 1932 — 30 січня 1933 | 1 смуга шириною 4 мм                         |

## Умови нагородження
Пов'язка вручалась членам СА, які вступили в організацію до 30 січня 1933 року, тобто до приходу адольфа Гітлера до влади. 
Право на носіння пов'язки мали також члени СА, які вступили в СА після 30 січня 1933 року, однак стали членами НСДАП до цієї дати.